# Muir Grove
Pour les articles homonymes, voir Muir.
Le Muir Grove est un bosquet de séquoias géants dans le comté de Tulare, en Californie. Il est protégé au sein du parc national de Sequoia.